# Ванесса Гінц
Ванесса Гінц (нім. Vanessa Hinz, 24 березня 1994) — німецька біатлоністка, триразова чемпіонка світу.
На початку спортивної кар'єри Гінц займалася біговими лижами. У біатлоні її основні здобутки пов'язані з виступами за естафетну збірну. Чемпіонкою світу вона стала 2015 року в Контіолагті разом із Францискою Гільдебранд, Францискою Пройс та Лаурою Дальмаєр.
Першу особисту перемогу Гінц здобула в масстарті на етапі кубка світу 2017/2018 років у Контіолагті. 

## Виступи на Олімпійських іграх
| Рік  | Місце проведення          | Інд | Спр | Пр | МС | Ест | ЗМ |
| 2018 | Пхьончхан, Південна Корея | —   | 5   | 13 | 25 | —   | 4  |
| 2022 | Пекін, Китай              | 14  | 55  | 21 | 15 | 3   | —  |

### Статистика виступів у Кубку світу
У таблиці наведено статистику виступів біатлоніста в Кубку світу.
- Місця 1–3: кількість подіумів
- Чільна 10: кількість фінішів у першій десятці
- В очках: кількість виступів, на яких біатлоніст здобував очки
- Старти: кількість стартів
- Естафета: включно зі змішаною

| Місця                      | Індивід. | Спринт | Персьют | Мас-старт | Естафета | Разом |
| -------------------------- | -------- | ------ | ------- | --------- | -------- | ----- |
| 1                          |          |        |         | 1         | 8        | 9     |
| 2                          |          |        |         |           | 4        | 4     |
| 3                          |          |        |         |           | 1        | 1     |
| Чільна 10                  | 3        | 5      | 4       | 6         | 17       | 35    |
| В очках                    | 7        | 23     | 24      | 16        | 18       | 88    |
| Стартів                    | 12       | 37     | 26      | 16        | 18       | 109   |
| Станом на: 11 березня 2018 |          |        |         |           |          |       |